# Йоаким Форопулос
Йоаким  (на гръцки: Ιωακείμ) е гръцки духовник, митрополит на Вселенската патриаршия.

## Биография
Роден е на 3 април 1858 година на Хиос със светското име Алкивиадис Форопулос (Αλκιβιάδης Φορόπουλος). Още малък бяга с кораб на Света гора, за да стане монах в Иверския манастир. По искане на баща му е върнат, а баща му обещава да го изпрати в Цариград. В 1880 година завъришва Халкинската семинария. На 14 септември 1880 година е ръкоположен за дякон от патриарх Йоаким III Константинополски и заминава за Оксфорд, където учи от 1881 до 1883 година. След това от 1884 до 1887 година учи в Лайпцигския и в Йенския университет в Германия.
След завръщането си е ръкоположен за свещеник и е назначен за директор на духовното училище в Кесария. От 1889 до 1891 година живее в Цариград. От 1892 до 1894 година е директор на Смирненската гръцка болница, а след това се установява на Хиос. След като на константинополския трон се качва патриарх Антим VII, Йоаким е назначен за секретар на Патриаршията.
На 27 февруари 1901 година Йоаким е избран за мелнишки митрополит. Ръкоположен е на 11 март 1901 година в патриаршеската катедрала „Свети Георги“ в Цариград от митрополит Натанаил Бурсенски в съслужение с митрополитите Стефан Митимнийски, Поликарп Варненски, Константин Хиоски, Гервасий Корчански, Доротей Гревенски и Йоан Лероски. В Мелник Йоаким поддържа активно борбата на гръцкото духовенство с българщината в Източна Македония. По негово нареждане са дигнати иконите на Светите братя Кирил и Методий и славянските богослужебни книги от църквите и училищата в демирхисарските села Спатово, Савек и Хаджи Бейлик.
На 18 октомври 1903 година Йоаким става пелагонийски митрополит. В Битоля поддържа появилата се в района гръцка въоръжена пропаганда. На 29 октомври четата на Наум Петров – Буфчето прави неуспешен опит за убийството му. Йоаким често пребивава в Цариград като член на Светия синод на Патриаршията. През 1906 година е принуден да замине за Цариград и повече не се завръща в Битоля.
Умира след кратко боледуване в Цариград на 31 януари 1909 година.